# 金華官邸
金華官邸位於臺灣台北市大安區的金華街與麗水街交口，佔地1,126坪，為中華民國行政院院長自2002年至2015年、2017年以來的官邸。

## 歷史
金華官邸為建於日治時期之建築。原為牙醫公會理事長齒科醫師松田繁義之宅邸，戰後由國有財產局接收，自1947年5月10日起由彭孟緝長期居住至1994年，彭遷出後官舍收歸臺灣省政府，省主席趙守博於任內將之利用為開會、宴客場地，後因屋況老舊而成為省府副祕書長的北上宿舍及北區車輛調度中心。。2002年，在國安單位建議下，作為行政院院長官邸。閣揆游錫堃選定此處做為閣揆永久性官邸，向臺灣省政府辦理撥用，定名「金華官邸」
，後謝長廷、蘇貞昌、張俊雄等院長也入住。2008年馬英九政府上任後自劉兆玄開始行政院院長在自宅居住，不再入住此地。2015年，毛治國任內由國有財產署收回金華官邸，一度供「社企聚落」使用，定名為「金華圓夢園」。2017年，賴清德出任行政院長後將金華官邸收回使用，其首先入住「信義大樓」首長宿舍，並逐步整修金華官邸將之重新啟用為官舍，於任內恢復其院長官邸地位。